# Tractatus de purgatorio sancti Patricii
Le Tractatus de Purgatorio Sancti Patricii (Traité sur le purgatoire de saint Patrick) est un texte latin écrit vers 1180-1184 par un moine cistercien du Huntingdonshire, qui se présente sous le nom d'H. (traditionnellement interprété comme « Henry ») de Saltrey (aujourd'hui Sawtry), un moine cistercien. Au XIIe siècle, l'œuvre a été adaptée en anglo-normand par la poétesse Marie de France sous le titre L'Espurgatoire Seint Patriz.

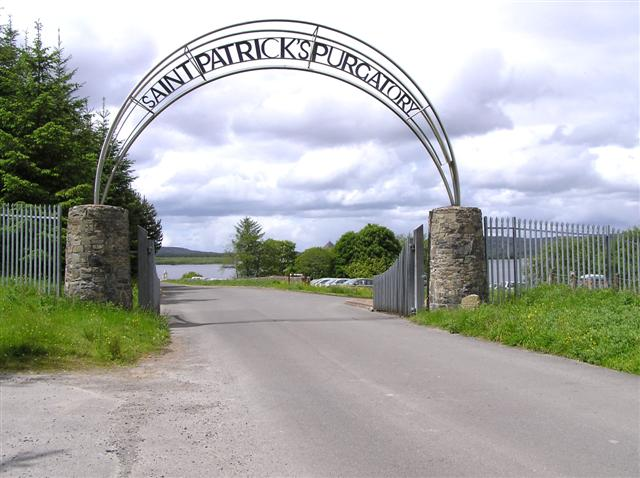
L'entrée de l'île du purgatoire de Saint-Patrice, un des plus vieux site de pèlerinage.

Le christianisme du Moyen Âge fut une période fertile en visions de l’au-delà. La mise à l’écrit du sort que Dieu réserve à ceux qui n’obéissent pas, ne se convertissent pas et ne vivent pas leur vie le plus pieusement possible était un outil très utile pour assurer la conversion des peuples les plus têtus. Vers la fin du XIIe siècle, plusieurs visions circulaient déjà sur l’organisation de la vie après la mort, comment elle était vécue, le tout rapporté par des personnes vivantes et chanceuses d’avoir vu de telles merveilles. Les Irlandais étaient un peuple similaire, qui refusaient de croire en cette nouvelle religion s’ils ne pouvaient pas eux-mêmes voir les récompenses et les conséquences qui s’associaient avec cette nouvelle religion. C’est dans ce contexte que se situe l’écriture du Tractatus de Purgatorio Sancti Patricii.

## Auteur
Peu est connu sur l’auteur du Tractatus. Nous savons qu’il se nomme H. de Saltrey, que nous surnommons Henri.  Il était moine Cistercien au 12e siècle, et connu Gilbert de Louth après son temps en tant qu’abbé de Basingwerk.  Nous savons aussi que Henri composa cette œuvre pour et à la demande de l’abbé de Sartis, mais des débats ont encore lieu sur le nom et la date de cet abbé,.  L’abbaye de Sartis est également appelée Sainte-Marie de Sartis ou Warden/Wardon.

## Période d’écriture et évolution du texte
Du texte de H. de Saltrey, nous avons aujourd’hui plusieurs versions. Cela atteste sa popularité dans la culture arthurienne de l’époque à laquelle il fut rédigé.  Deux versions en particulier furent identifiées ; une version courte α, et une version longue β.  Tous deux identifiées par Ward, les textes sont dans le musée de Grande-Bretagne.  Ces versions n’ont pas de dates de rédaction et causent des problèmes pour ceux qui tentent de la dater à cause du manque d’information.  Plusieurs se sont essayés, mais nous n’avons toujours pas de date concluante à offrir en ce moment. Ci-dessous se trouvent les théories les plus populaires quant à la datation de l’écriture du texte original.

### Lucien Foulet, 1908
Le plus gros débat sur ce texte est la date d’écriture exacte.  Beaucoup ont tenté de trouver la date de rédaction du texte original par H. de Saltrey. Le débat historique sur la datation est encore en cours aujourd’hui. Lucien Foulet traite le sujet en 1908, dans son texte Marie de France et la Légende du Purgatoire de Saint Patrice.  Dans son texte il cherche la date originale d’écriture, ou une approximation, pour pouvoir dater la traduction faite par Marie de France du Tractatus. Pour ce faire, Foulet regarde de plus près l’évolution du Tractatus dans le temps avec son gain de popularité. Foulet indique que l’évolution du texte peut être suivie avec les ajouts faits aux textes par les copistes au fil de son gain de popularité, et de la place de l’Épilogue, qui fût changé de sa place à la fin du mythe d’Owein à la fin du texte qui sera finalement connu comme Tractatus de Purgatorio Sancti Patricii. Foulet n’a pas tort en appelant H. de Saltrey comme un homme prudent ; son introduction et son épilogue sont dédiées à justifier la vision expérimentée par le chevalier irlandais dans la cave menant au Purgatoire de Saint Patrice. À la suite de cela, Foulet identifie les récits ajoutés par des copistes postérieurs qui emploient ses ajouts pour expliquer et justifier encore plus ce que l’irlandais subit sous terre, à Lough Derg.  Les deux homélies sont ainsi ajoutées par un premier copiste, et deux autres copistes ont également fait des additions au texte original pour le « compléter ».  Comme preuve, Foulet démontre que l’anecdote de l’irlandais qui ignorait que l’homicide est un péché mortel n’est pas dans toutes les versions des textes qui nous restent aujourd’hui ; il appairait que dans 6 des 12 manuscrits que le Moyen Âge nous a laissés.  Foulet remonte le plus loin possible pour trouver sur quelle version du texte Marie de France s’est basée sur ces traductions, cependant il ne mentionne que peu de dates précises pour déterminer la période d’écriture.

### F. W. Locke, 1965
F. W. Locke tente de donner une tranche de date dans son texte publié en octobre 1965. Dans son travail, il se base sur le travail de Van Der Zanden, fait en 1925, et sur le texte de Lucien Foulet, qui donne 1180 à 1183 comme période possible de rédaction,. Il base son travail sur une des personnes mentionnées par H. de Saltrey, l’abbé H. de Sartis à qui est dédié l’écriture de la vision de l’au-delà. Locke associé H. de Sartis à Henri de Sartis, abbé dont nous connaissons seulement la date de départ de son abbaye, en 1215. Locke place donc son temps en tant qu’abbé entre 1170 et 1215, et donne la date 1190 comme possible date d’écriture du Tractatus. Cet avis ne fait pas l’unanimité.

### Robert Easting, 1978
Robert Easting répond directement aux dates données par F. W. Locke en 1978. Il commence par donner les dates traditionnellement données par les autres auteurs de la spécialité, soit Foulet et Ward, et analyse le travail de Locke pour faire un résumé des développements des auteurs avant lui. Easting soulève un point cependant très intéressant, sur la dédicace de H. de Saltrey pour H. de Sartis, que Locke avait identifié comme Henri de Sartis, 1170 à 1215. Easting mentionne dès les premières lignes que le but de son article et de démontrer comment Locke s’est trompé dans la datation du Tractatus. Il explique comment Locke s’est basé sur une possibilité donnée par Ward que H. de Sartis pût possiblement être Henri, a pris ce donné pour acquis, et que les dates possibles pour la rédaction du Tractatus peuvent en fait être placées presque qu’une décennie avant la datation traditionnelle de la fin des années 1180-1190.  Easting avance la théorie que H. de Sartis ne soit pas Henri, mais plutôt Hugh, ou Hugo, un abbé qui est listé comme étant en fonction dans l’abbaye de Wardon entre circa 1173 à avant 1185. Il amène des faits clairs et précis sur ce que nous connaissons réellement sur la rédaction du Tractatus et fait démonstration de la place de Hugo de Sartis dans tout cela. Ces faits sont les années d’abbé de Gilbert de Louth et le fait qu’il n’était effectivement plus abbé de Basingwerk lorsqu’il racontât son histoire et celle d’Owein à H. de Saltrey et ses collègues.  Il amène aussi le problème du règne de Stéphane et de la datation douteuse du dit règne. Il amène aussi le fait qu’une autre vision contemporaine au Tractatus, La Vision de Turchill,fait allusion au texte du moine cistercien. Il y a aussi les Liber reuelationum de Peter de Cornwall, écrite de 1197 à 1221, et qui font également mention au Tractatus, et qui est donc preuve que le texte de la vision du chevalier irlandais était déjà bien connu à ce moment et devait donc être écrit avant 1200.
Quant aux dates pour l’abbé de Hugh, il s’agit de 1173 à 1181, une tranche de date très possible comme période de rédaction pour le texte. C’est pourquoi Easting, dans son travail, place la rédaction dans les environs des années 1179 à 1181, une date qu’il dit pouvoir intéresser ceux qui travaillent sur la traduction de Marie de France.

## Résumé de la vision

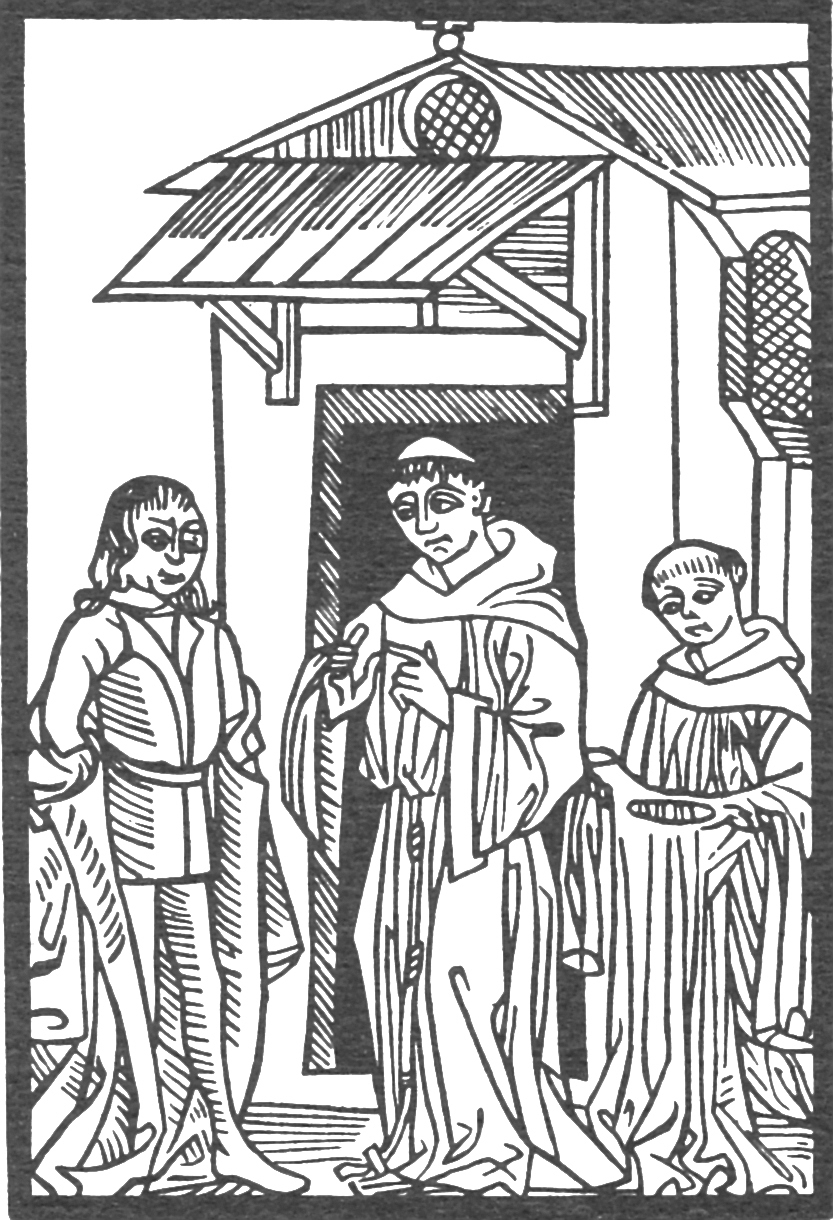
Le chevalier Owein se présentant au monastère pour demander permission d'entrer dans le Purgatoire

### Contexte d'écriture de la vision[5]
La vision commence avec une introduction par l’auteur, H. de Saltrey, expliquant ses raisons de transmettre à l’écrit l’histoire qu’il entendu par un autre moine cistercien qui un jour rendu visite à son monastère. À la suite de son introduction prudente, et de la citation de Grégoire le Grand et Saint Augustin, il commence son récit en décrivant la naissance du saint lieu connu comme le purgatoire de Saint Patrice, et la conversion des Irlandais au christianisme de leur paganisme.  Saint Patrice, déterminé à ne pas abandonner les Irlandais aux flammes de l’enfer, pria à Dieu de lui donner les outils pour montrer aux gens de l’île une preuve de l’existence du devin et repentir ainsi leur vie de péché, tel l’homme qui vint lui confier ses propres péchés pour être pardonné.  Dieu écouta son favori et le conduisit à ce trou dans le sol, l’entrée du lieu de purification qui montrerait aux plus braves les malheurs des pécheurs et les bonheurs des croyants, ce que les Irlandais désiraient plus que tout avant de se convertir. Saint Patrice pris des précautions pour protéger le lieu et ceux qui désiraient si aventurer, car il ne s’agissait pas simplement d’une vision de l’au-delà, mais un voyage duquel certains qui n’avait pas la fois dans leur cœur ne revenait jamais.  

### La réalisation d'Owein
Henri de Saltrey commence ensuite le récit d’Owein, chevalier à la cour du Roi Étienne (Carol G Zaleski et Robert Easting le nomment King Stephen,). Un jour il eut une prise de conscience pendant un voyage dans son pays natal et alla confier ses péchés à l’évêque.  L’évêque était prêt à lui donner une pénitence, mais Owein insista que seulement la plus dure des réparations pour ses fautes et demanda la permission d’aller dans le Purgatoire de Saint-Patrice, comme était la tradition.  Face à son insistance, l’évêque lui permit.

### Voyage vers l'île et préparations
Arrivé sur l’île, il rencontre l’abbé du site qui lui aussi le suppliât de repenser ce qu’il planifie de faire. Owein refuse de changer d’idée et donc il entreprend les rites préparatoires pour la descente dans le Purgatoire. Ces rites incluent 15 jours de jeûnes et de prières dans le monastère du Purgatoire, des rites le préparant à sa possible mort. Après ces 15 jours, et une dernière tentative de l’abbé de l’en dissuader, il entra dans la caverne du purgatoire pour les 48 heures de confinement.

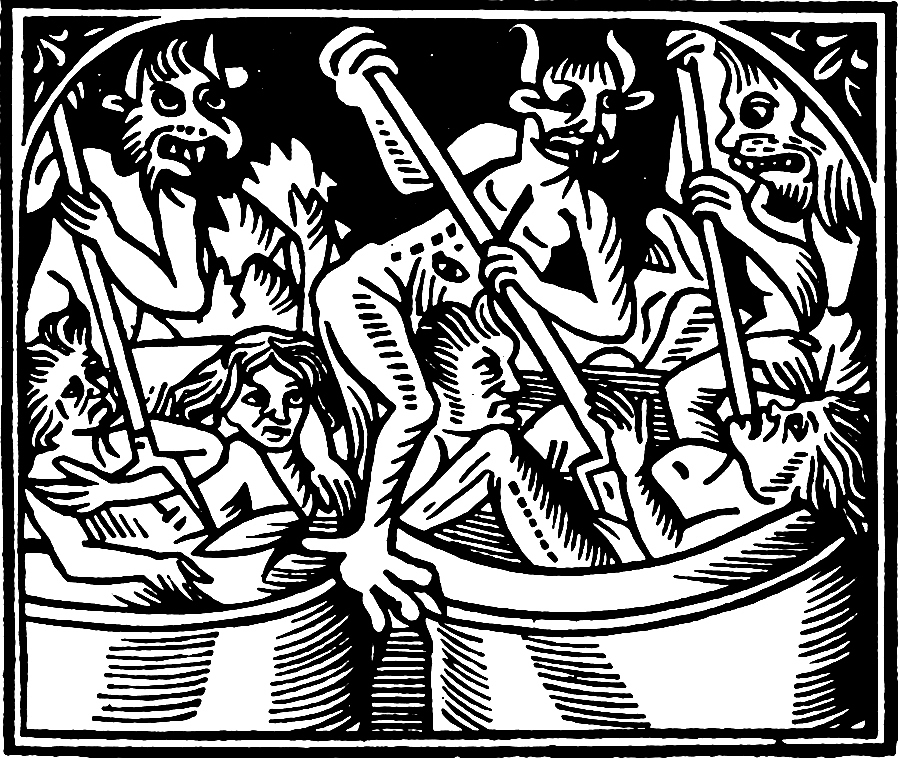
Les tourments du chaudron tel que vu par Owein au Purgatoire

### L'au-delà
Dans la cave du purgatoire, Owein se dirigea premièrement dans une salle d’une beauté tellement grande qu’il douta que sa construction fût de mains humaines.  À l’intérieur il pria et rencontra 15 personnes à l’allure religieuse, qui le préviennent des tortures à venir et l’informent de comment échapper au supplice des démons.  Après leur départ, Owein fut pris par les démons et fut amené en Enfer, où les âmes des défunts connaissaient des souffrances pour leur péché.  Il observe des pécheurs cloués au sol par des clous brûlants, plongé dans des chaudrons de liquide et métal bouillants, suspendu à des roues de feu; voici quelques-unes des tortures que le chevalier mentionne. Owein lui-même subit ces tortures. À chaque fois il arrive à se sauver seulement par le nom de Jésus Christ.  À la suite des 10 tortures qu’il connut dans l’enfer, les démons l’amenèrent pour passer le pont qui mène au Paradis terrestre. Ce pont semble petit et fragile lorsqu’Owein le remarque en premier. Mais grâce à son amour et sa foi en Dieu, le pont s’élargit et se solidifie, et il passa sans problèmes vers le Paradis terrestre.  Là, il rencontra deux archevêques qui lui expliquèrent le fonctionnement de ces lieux, lui montra le vrai Paradis. Owein est témoin des bienfaits de ce lieu, et ne veut pas quitter. Les évêques l’avertissent cependant qu’il doit quitter, car il est temps. Ils le raccompagnèrent sur terre, ou il quitte le Purgatoire de Saint-Patrice.

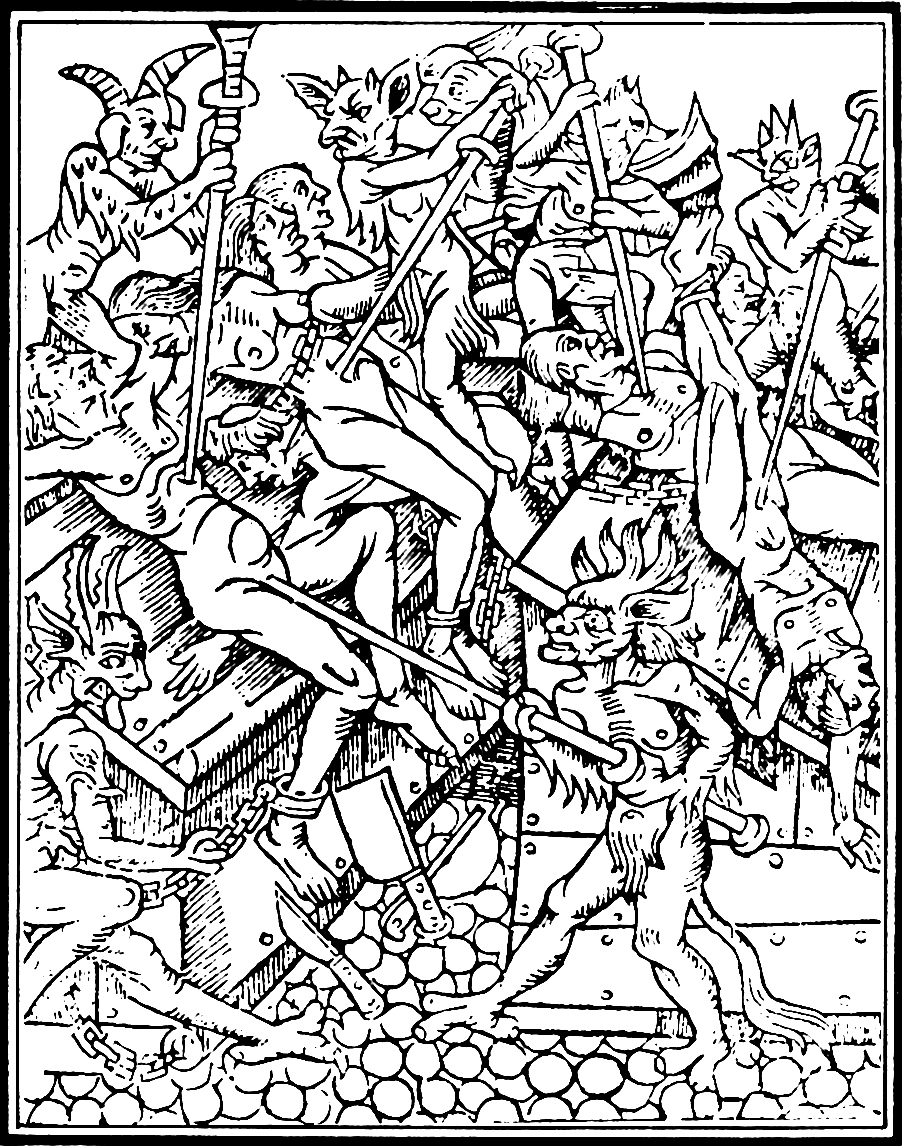
La torture des aiguilles

### Le retour
À son retour, Owein est accueilli par les moines du monastère. Il termine son périple avec une autre période de 15 jours de jeûne avant d’écrire sa descente dans les livres du monastère.  À la suite de cela, Owein dit avoir été à Jérusalem avant de retourner auprès de son roi et demander libération pour aller servir dans l’ordre monastique de son choix.  Ici, les versions peuvent varier.  Pour Micha, il dit que le roi dit à Owein que de continuer de servir dans son armée sera un service suffisant, et il l’envoya plutôt avec Gilbert de Louth, abbé qui était en Irlande pour fonder un monastère et celui qui raconta l’histoire à H. de Saltrey. Pour d’autres, Owein demeure un chevalier.

## L’importance des caves en Irlande
La vision d’Owein, comme nous l’avons vu, se passe principalement dans une cave.  Le Purgatoire de Saint-Patrice n’est pas la seule cave cependant à être important en Irlande. Beaucoup de Saints sont associés à des retraites souterraines et des caves similaires à celle qu’Owein a visitée.  Plus d’une vingtaine de caves à travers l’Irlande sont associées à une figure religieuse. Lough Derg, qui se traduit en Lac Rouge, était un lieu déjà associé à Saint-Patrice avant que le purgatoire y soit relocalisé.  Avant que le Purgatoire de Saint-Patrice se retrouve dans une cave sur une île, il était traditionnellement sur une montagne,. Yolande de Pontfarcy explique aussi l’importance pour l’ancienne Irlande des « zones frontières spatiales et temporelles […] ».

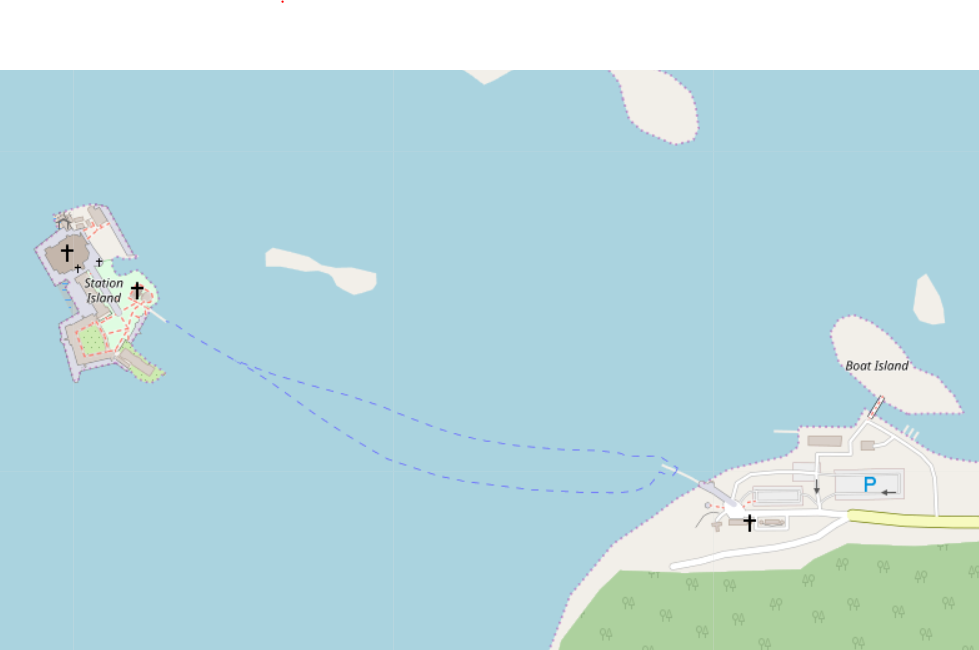
Station Island en Irlande.

### Le lieu du Purgatoire
La cave originale fut soit sur Station Island, soit sur Saint Island.  Cependant la localisation est indécise entre les deux îles. Lough Derg à sa propre mythologie qui n'est pas directement reliée au Purgatoire de Saint-Patrice.  Le mythe implique un serpent géant et un héros négligent. Ce mythe prédate le christianisme en Irlande, mais sera modifié pour inclure des éléments chrétiens sous forme de l’intervention de Saint-Patrice, après que le héros Conan revient pour réparer son erreur et emprisonne le serpent dans le lac.  Toujours selon la légende, ce serait le sang du serpent qui aurait teinté les eaux du lac de rouge. Il est possible que les traditions de Lough Derg comme lieu vers l’au-delà prédate les chrétiens.  Il y a sur place des traces de monastères celtiques qui avaient été érigés sur place autrefois, et les mythes celtiques placent également l’entrée de l’au-delà dans l’Ouest sur une île.

### Traditions de pèlerinage
Les caves en Irlande avaient aussi une longue tradition de pèlerinage. Surtout en ce qui concerne le Purgatoire de Saint-Patrice, qui semble prédater le Tractatus.  Le texte d’Henri de Saltrey attira l’attention européenne, et avec des centaines de pèlerins prêts à payer pour se recueillir à cet endroit saint. Il y a beaucoup de documents qui décrivent ces pèlerinages, surtout entre le XIIe et le XVe siècle. En tout  27 pèlerins entreprirent le voyage, provenant d’Angleterre, de France, d’Italie, et de beaucoup d’autres pays chrétiens.  Certains même passèrent 24 heures dans la cave, où ils vécurent des visions du purgatoire et des tourments physiques.  Owein dans la vision décrit une structure à la fin de la cave, si magnifique qu’il ne peut la décrire convenablement.   D’autres descriptions sont parvenues à nous, toutes peu descriptive de l’espace à l’intérieur de la cave et comment elle était aménagée à l’intérieur.  La cave fut effectivement détruite sous les ordres du pape Alexandre V et Alexandre VI.  Les moines ont cependant usé de plusieurs ruses pour garder le pèlerinage en ce lieu vivant jusqu’au XXIe siècle, malgré les multiples tentatives de détruire la longue tradition de pèlerinage en ce lieu.

## Le Purgatoire de Saint-Patrice comme modèle littéraire
Le récit fait par le moine de Saltrey n’est pas un récit hors de l’ordinaire. Il s’inscrit plutôt dans la littérature traditionnelle de l’époque. Elle semble reproduire les thèmes d’une autre vision celle de Drycthelm, dans son arrangement et la structure de l’espace de l’au-delà. La façon d’écrite d’Henri de Saltrey dans la version courte de la vision lui permet également de rajouter des visions de l’Ancien Testament aux tourments démontrés aux enfers. La visite du paradis quant à elle se fait sur trois chapitres, permettant d’exprimer tous les ressentis d’Owein lorsqu’il y est sur le plan physique, intellectuel et spirituel. Yolande de Pontfarcy explique que le récit fait par le moine anglais de l’aventure du chevalier irlandais s’inscrit également dans l’idée de jugement et de fascination avec la culture irlandaise, née vers 1088 avec l’installation des Normands en Irlande. Le Tractatus est un texte romantique d’un chevalier prêt à tout pour se faire pardonner les violences commises au combat, mais aussi un avertissement. La légende fut une tradition orale avant de devenir un récit écrit, raconter par Gilbert de Louth à Henri de Saltrey. Ainsi il est difficile de situer l’évolution de la vision avant les premiers textes décrivant la vision. Il n’en reste pas moins que l’histoire d’Owein s’inscrit facilement dans les traditions de l’époque et peut même sembler familière à ceux qui en ont lu plusieurs autres.

### Manifeste Cistercien
Carol G. Zaleski explique dans son texte comment le Tractatus de Purgatorio Sancti Patricii s’inscrit dans un changement de réforme vers l’école Cistercienne. Le Tractatus prend place sur trois monastères cisterciens pour commencer. Ce serait une partie d’une « Manifeste cistercien » (cistercian manifesto) qui aurait pour but de mettre en valeur le moine blanc comme meilleur successeur à Saint Patrice pour « dompter » l’Irlande. Owein retourne dans le monde physique changer, dévoué à la cause cistercienne et convaincu de leur supériorité au paradis. Avec la popularité du texte, un tel support pour un ordre en particulier est sûr de trouver plusieurs adeptes qui vont se convertir. Les cisterciens étaient très sensibles à cette propagande de visions dans le Haut-Moyen âge et ont produit plusieurs visions avec les mêmes messages cachés. Deux exemples de l’utilisation de voyages dans l’au-delà comme message subtil de la supériorité cistercienne nommée par Carol G. Zaleski sont Grégoire le Grand et Bède, qui présentent des voyageurs de l’au-delà complètement changés pour le mieux à leur retour.

### Inspirations littéraires
En ce qui concerne le côté fictif de la vision, la visite de l’au-delà à un certain défaut ; certes l’observation des peines des pêcheurs est possible, mais il n’est indiqué nulle part comment ces pécheurs se sont retrouvés punis de la sorte. Il est impossible de savoir pourquoi ils sont punis, Owein n’en fait pas mention. Il ne fait que décrire les tortures qu’il a vues et subit. Owein démontre également que tout le monde peut être sauvé de ces supplices, il suffit de se souvenir du nom de Christ.
La vision d’Owein fut indiscutablement très populaire au XIIe siècle, mais plus elle se répandit, plus elle fut traduite et inspira d’autres visions. À la fin du XIIe siècle, Marie de France adapta le Tractatus en anglo-normand sous le nom L'Espurgatoire Seint Patriz. Une inspiration notable du Purgatoire de Saint-Patrice est la Comédie Divine de Dante. Shakespeare y fait mention dans Hamlet (« Yes, by Saint Patrick… Touching this vision here, / It is an honest ghost, that let me tell you »(I, 5, 11. 146-38)) et il n’est pas le seul à prendre inspiration de la vision du chevalier. Beaucoup d’auteurs trouveront de l’inspiration dans le récit du chevalier qui a bravé le purgatoire pour se purifier de ces péchés.

## Sources
1. 1 2  (en) Robert Easting, « Owein at St Patrick's Purgatory », Medium Ævum, vol. 55, no 2,‎ 1986, p. 159 (DOI 10.2307/43628987, lire en ligne, consulté le 9 décembre 2019)
2. 1 2 3 4 5 6 7  (en) Robert Easting, « The Date and Dedication of the Tractatus de Purgatorio Sancti Patricii », Speculum, vol. 53, no 4,‎ octobre 1978, p. 778-783 (ISSN 0038-7134 et 2040-8072, DOI 10.2307/2849786, lire en ligne, consulté le 9 décembre 2019)
3. 1 2 3 4 5 6 7  Lucien Foulet, « Marie de France et la Légende du Purgatoire de Saint Patrice », Romanische Forschungen, vol. 22, no 2,‎ 1908, p. 559-627 (ISSN 0035-8126, lire en ligne)
4. 1 2 3 4 5  (en) F. W. Locke, « A New Date for the Composition of the Tractatus de Purgatorio Sancti Patricii », Speculum, vol. 40, no 4,‎ octobre 1965, p. 641-646 (ISSN 0038-7134 et 2040-8072, DOI 10.2307/2851401, lire en ligne, consulté le 9 décembre 2019)
5. 1 2  Micha, Alexandre., Voyages dans l'au-delà : d'après des textes médiévaux, IVe – XIIIe siècles, Paris, Klincksieck, 1992, 195 p. (ISBN 2-252-02876-9 et 978-2-252-02876-6, OCLC 32746172, lire en ligne)
6. 1 2  Micha, Alexandre., Voyages dans l'au-delà : d'après des textes médiévaux, 1Ve-XIIIe siècles, Paris, Klincksieck, 1992, 195 p. (ISBN 2-252-02876-9 et 978-2-252-02876-6, OCLC 32746172, lire en ligne), p. 152
7. 1 2 3 4 5 6 7 8 9 10  Carol G. Zaleski, « St. Patrick's Purgatory: Pilgrimage Motifs in a Medieval Otherworld Vision », Journal of the History of Ideas, vol. 46, no 4,‎ octobre 1985, p. 467 (DOI 10.2307/2709540, lire en ligne, consulté le 9 décembre 2019)
8. 1 2 3 4 5  (en) William Pinkerton, « Saint Patrick's Purgatory: Part 2. Mediæval History: Legend of the Knight », Ulster Journal of Archaeology, vol. 4,‎ 1856, p. 101-117 (ISSN 0082-7355, www.jstor.org/stable/20608797)
9. 1 2 3  Dowd, Marion,, The archaeology of caves in Ireland, 2015, 320 p. (ISBN 978-1-78297-816-9, 1-78297-816-X et 1-78297-813-5, OCLC 907811631, lire en ligne)
10. 1 2 3 4  (en) Bergsvik, Knut. et Dowd, Marion., Caves and Ritual in Medieval Europe, AD 500-1500., Oxbow Books, Limited, 2017 (ISBN 978-1-78570-833-6 et 1-78570-833-3, OCLC 1022783347, lire en ligne)
11. 1 2 3 4  Yolande de Pontfarcy, « Justice humaine et justice divine dans la Visio Tnugdali et le Tractatus de Purgatorio Sancti Patricii », Cahiers de recherches médiévales et humanistes, no 26,‎ 30 décembre 2013, p. 199–210 (ISSN 2115-6360 et 2273-0893, DOI 10.4000/crm.13406, lire en ligne, consulté le 9 décembre 2019)